# Кредит для физических лиц
Кредит для физических лиц (розничный кредит) — заём, выдаваемый населению на личные нужды, например, на покупку автомобиля, бытовой техники, недвижимости и т. д. Понятие «розничный кредит» идентично термину «ретейл».
Также данное определение близко по смыслу термину потребительский кредит (любая ссуда, которую берёт заёмщик с целью потратить полученные средства на всё что угодно, за исключением операций, которые могут принести прибыль). Отметим, что многие эксперты считают потребительский кредит разновидностью розничного, однако встречаются и другие мнения, иногда по значению потребительский кредит приравнивают к розничному.

## Основные этапы развития розничного кредитования в России
До начала 2000-х годов данный вид банковской деятельности находился в зачаточном состоянии.
Однако, период 2005—2008 эксперты называют настоящим кредитным бумом. Банки активно наращивали розничные портфели, благодаря снижению платежеспособности российских граждан и огромному росту числа банковских и кредитных организаций и услуг.
В 2005 году российские банки выдали больше кредитов на суммы больше одного триллиона рублей. Но кризис 2008 года оказал сильное негативное влияние на рынок. В последующие время немало игроков по тем или иным причинам прекращали свою деятельность в этом сегменте кредитования. Однако лидеры удержали свои позиции и сегодня снова стали уделять пристальное внимание кредитованию физических лиц.

## Виды кредитов
По целям кредитования:
- Кредит на потребительские нужды (потребительский кредит) — это кредитование физических лиц с целью покупки необходимых товаров небольшой стоимости (обычно до 100 тысяч рублей). Кредит этого вида характеризуется высокими процентными ставками и низкими суммами, которые предоставляются в качестве кредита заемщику. Разновидность данного банковского продукта — товарный кредит, который выдается на покупку определённого товара, чаще всего, в торговых точках работниками кредитных организаций.
- Автомобильный кредит — кредит на приобретение автомобиля, выдаваемый в размере от 70 до 100 % от стоимости транспортного средства; как правило, приобретаемый автомобиль выступает обеспечением по кредиту. Также автокредит — разновидность потребительского кредита, когда банк выдает целевую ссуду на покупку автомобиля. Согласно кредитному соглашению, полученная сумма не может быть потрачена ни на что другое. Чаще всего, она перечисляется непосредственно продавцу машины, у которого вы решили приобрести транспортное средство.
- Ипотечное кредитование — заём на покупку жилья (квартира, дом) как на вторичном, так и на первичном рынке[8]. Разновидность ипотеки — ипотечный потребительский кредит. Это сочетание признаков и ипотечного кредита и потребительского кредита. Например, некоторые банки предоставляют крупные кредиты на любые цели, в том числе потребительские, от 300 тыс. рублей до 25 млн рублей под залог находящейся в собственности заемщика недвижимости[9].
- Нецелевой кредит на потребительские нужды — банк выдает средства заемщику средства на любые цели[10]. Особая разновидность этого банковского продукта — кредитная карта, именной платежно-расчетный документ в виде персонифицированной пластиковой карточки, выдаваемый банком-эмитентом своим клиентам для безналичной оплаты, приобретения ими в кредит товаров и услуг в розничной торговой сети[11].
- Есть и другие типы розничных кредитов — ссуда на образование, отдых, на неотложные нужды и т. д.

 По способу погашения: 
- Кредит, погашаемый в рассрочку (например, ипотека);
- Кредит, погашаемый единовременно (например, нецелевой экспресс-кредит[12]).

 По наличию обеспечения:. 
- Беззалоговые кредиты (например, на неотложные нужды)
- Кредит, под который банк требует обеспечение (машина, квартира и т. д.).

## Текущая ситуация
На начало 2011 года совокупный портфель розничных кредитов российской банковской системы составил 3,93 триллиона рублей..
В среднем, с розничного клиента банк получает доход в 140—160 евро (для сравнения в Центральной Европе этот показатель составляет — 240—260). Деятельность российских банков в данном сегменте характеризуется высокими операционными издержками. Кроме того, существенной проблемой остается невысокий уровень доступности банковских услуг для населения
Лидеры российского рынка:
Банки по объёмам кредитования физических лиц в 2011 году
| №  | Наименование банка    | Кредиты физ. лицам, всего (тыс. руб.) | Доля кредитов физическим лицам в кредитном портфеле (%) |
| -- | --------------------- | ------------------------------------- | ------------------------------------------------------- |
| 1  | Сбербанк России       | 1 301 268 097                         | 21.7                                                    |
| 2  | ВТБ 24                | 403 840 271                           | 83.2                                                    |
| 3  | Росбанк               | 136 872 737                           | 47.2                                                    |
| 4  | Русфинанс банк        | 88 688 570                            | 99.6                                                    |
| 5  | Россельхозбанк        | 84 466 498                            | 11.6                                                    |
| 6  | Хоум кредит           | 81 837 926                            | 94.2                                                    |
| 7  | Альфа-банк            | 81 078 064                            | 14.1                                                    |
| 8  | Райффайзенбанк        | 75 775 198                            | 24.4                                                    |
| 9  | Банк Русский Стандарт | 75 515 134                            | 91.8                                                    |
| 10 | Уралсиб               | 68 095 675                            | 31.2                                                    |

Основные тенденции:
- реструктуризация кредиторской задолженности (в том числе, увеличение срока кредита с целью снижения размера ежемесячного платежа)[16];
- приоритетные направления — карты и потребительские кредиты[17];
- смягчение условия кредитования почти по всем банковским продуктам розничного кредитования;
- рост доли госбанков на рынке[18];
- создание кредитных фабрик;
- развитие ДБО и интернет-банкинга[19].